# Schistochlamys ruficapillus
A Schistochlamys ruficapillus a madarak osztályának verébalakúak (Passeriformes) rendjébe és a tangarafélék (Thraupidae) családjába tartozó  faj.

## Rendszerezése
A fajt Louis Pierre Vieillot francia ornitológus írta le 1817-ben, a Saltator nembe Saltator ruficapillus néven.

## Alfajai
- Schistochlamys ruficapillus capistrata (zu Wied-Neuwied, 1821)
- Schistochlamys ruficapillus ruficapillus (Vieillot, 1817)
- Schistochlamys ruficapillus sicki Pinto & Camargo, 1952 )[2]

## Előfordulása
Dél-Amerikában, Brazília nagy részén, valamint Argentína és Paraguay kis területén honos. Természetes élőhelyei a szubtrópusi és trópusi száraz erdők, szavannák és cserjések. Állandó, nem vonuló faj.

## Megjelenése
Testhossza 18 centiméter, testtömege 24-39 gramm.

## Életmódja
Rovarokkal és gyümölcsökkel táplálkozik.

## Természetvédelmi helyzete
Az elterjedési területe rendkívül nagy, egyedszáma pedig stabil. A Természetvédelmi Világszövetség Vörös listáján nem fenyegetett fajként szerepel.